# El Zotz
El Zotz es un sitio arqueológico prehispánico de la civilización maya, situado en la cuenca de Petén en Guatemala y distante unos 30 km al oeste con respecto a Tikal. El sitio fue llamado de esa manera porque había muchos murciélagos en las cavernas de las laderas circundantes. El nombre original del sitio y de la entidad política que conformaba era Pa'ka'n, que se traduce como "Cielo partido". Se encuentra dentro del Biotopo San Miguel La Palotada-El Zotz, limítrofe con el Parque nacional Tikal del departamento de Petén, ambos parte de la Reserva de la Biósfera Maya.  
La estructura más alta del lugar es un templo que mide 45 metros y que se conoce con el nombre de “El diablo”. La Universidad de San Carlos de Guatemala realiza regularmente trabajos en la zona, y se ha construido una zona dedicada al camping para turistas. La zona posee cavernas y pantanos, y es un biotopo sujeto a protección.

## Historia antigua

### Fundación de la dinastía y Clásico temprano
Los datos arqueológicos sugieren que la ocupación más extensiva de la zona del Valle Buenavista se dio en el periodo Clásico Temprano (250-600 d. C.), y es posible que la autoridad central de la región se ubicara en la ciudad de El Palmar, que muestra arquitectura monumental preclásica como Tikal o Uaxactún. El Palmar sufrió un abandono abrupto al final del Preclásico Tardío, al igual las metrópolis del Preclásico como El Mirador o Nakbé, los cuales fueron abandonados por sobreexplotación de recursos y los efectos de los cambios antropogénicos. Después del abandono de El Palmar antes del primer siglo d. C., sus habitantes migraron al oeste y establecieron la nueva corte real en El Zotz. Durante el cuarto siglo d. C. El Zotz se convirtió en el centro de la dinastía Pa'ka'n; el grupo El Diablo fue el primer centro cívico-ceremonial de la dinastía.
En el 378 d. C. el enigmático Sihyak K'ahk' aparece en la escena de las tierras bajas mayas, y posibleme destroniza al rey de Tikal, Chak Tok Ich'aak I, y coloca en su lugar a Yax Nuun Ahiin, nieto de Átlatl Cauac, posible gobernante de Teotihuacán; y es mencionado en varios sitios del Petén. Sihyaj K'ahk' también aparece en El Zotz; la estela 2 de El Bejucal, ciudad donde se situaba un palacio de los Señores de Pa'ka'n, nombra un gobernante de El Zotz que llegó al trono en 381 d. C. como subordinado de Sihyaj K'ahk'. La entrada de Teotihuacán a las tierras bajas mayas conllevó a la hegemonía de Tikal en la región, y dinastías más pequeñas, como la de El Zotz perdieron parte de su independencia e innovación, pero aún gobernaban como poderosos Señores locales. Durante el Clásico Temprano se ha encontrado evidencia de que los grupos EL Diablo y El Tejón fueron abandonados y la dinastía se localizó al centro de la ciudad; después de esta relocación, la mayor arquitectura del sitio fue construida y la dinastía alcanzó su apogeo del Clásico.

## Danzas ceremoniales y sacrificios humanos
Los arqueológicos han hallado, en la tumba descubierta el 29 de mayo de 2010, los restos de por lo menos seis niños, un descubrimiento inusual en las tumbas mayas. Cerca de los restos han encontrado una hoja de oxidiana recubierta de residuos rojos, supuestamente sangre. La disposición de los restos sugiere que los niños, algunos de ellos lactantes, hayan sido víctimas de sacrificios.
La disposición de los restos sugiere que los niños, algunos de ellos lactantes, hayan sido víctimas de sacrificios rituales en el momento en que el cadáver del rey era sepultado en su tumba. Porque hayan sido asesinados los niños es un misterio.
La corta edad de las víctimas sugiere que el valor de su sacrificio hubiera aumentado, a los ojos de los mayas, por el hecho de que no fueran todavía personas puras. Por lo menos cuatro de los niños, se estima, no eran todavía capaces de hablar ni caminar, lo que les hacía, quizás para la cosomovisión maya, criaturas en los umbrales de la existencia humana.
El papel del rey en su sepultura parece menos oscuro. Los investigadores han encontrado adornos utilizados para acompañar el ritmo, hechos de conchas y de dientes de perro, puestos alrededor de la cintura y a las piernas del rey. 
Son los mismos adornos representados en las danzas rituales en las pinturas mayas: esto lleva a pensar que la ceremonia de sepultura el rey hubiera representado el papel del bailarín, a pesar de que sufría de artritis, como se observa en sus articulaciones y huesos.
El rey enterrado, con los dientes incrustados de joyas y piedras preciosas, podría ser, según los arqueólogos que descubrieron la tumba, el fundador de la dinastía "El Zotz", en la actual región de Petén. Según la lectura parcial de los grifos sobre las paredes de la tumba, probablemente se llamaba “Tortuga Roja” o “Gran Tortuga”. Los investigadores, que siguen trabajando en la decodificación de los geroglífos, continúan con los análisis y comenzarán a restaurar las telas y los artículos de la tumba.